# La Lanterne magique
La Lanterne magique je francouzský němý film z roku 1903. Režisérem je Georges Méliès (1861–1938). Film trvá zhruba 5 minut.

## Děj
Pulcinella a Pierot sestrojí velkou laternu magicu, ze které po promítání vyjde skupina tanečnic. Ty krátce nato odtancují pryč a na místo se dostaví Harlekýn a Kolombína, kteří po menuetu rovněž také brzy zmizí. Následně vystoupí skupina tanečnic kankánu, což Pulcinellu s Pierotem zaujme natolik, že se kvůli její výstřední tanečnici spolu poperou, dokud nebudou muset před několika četníky zalézt do „kouzelné lampy“, aby se společně proměnili v obra, který je zažene. Na závěr se kolem obra utvoří kruh tanečnic, které začnou držíce se za ruce kolem něj běhat.